# Nadelfreie Injektion

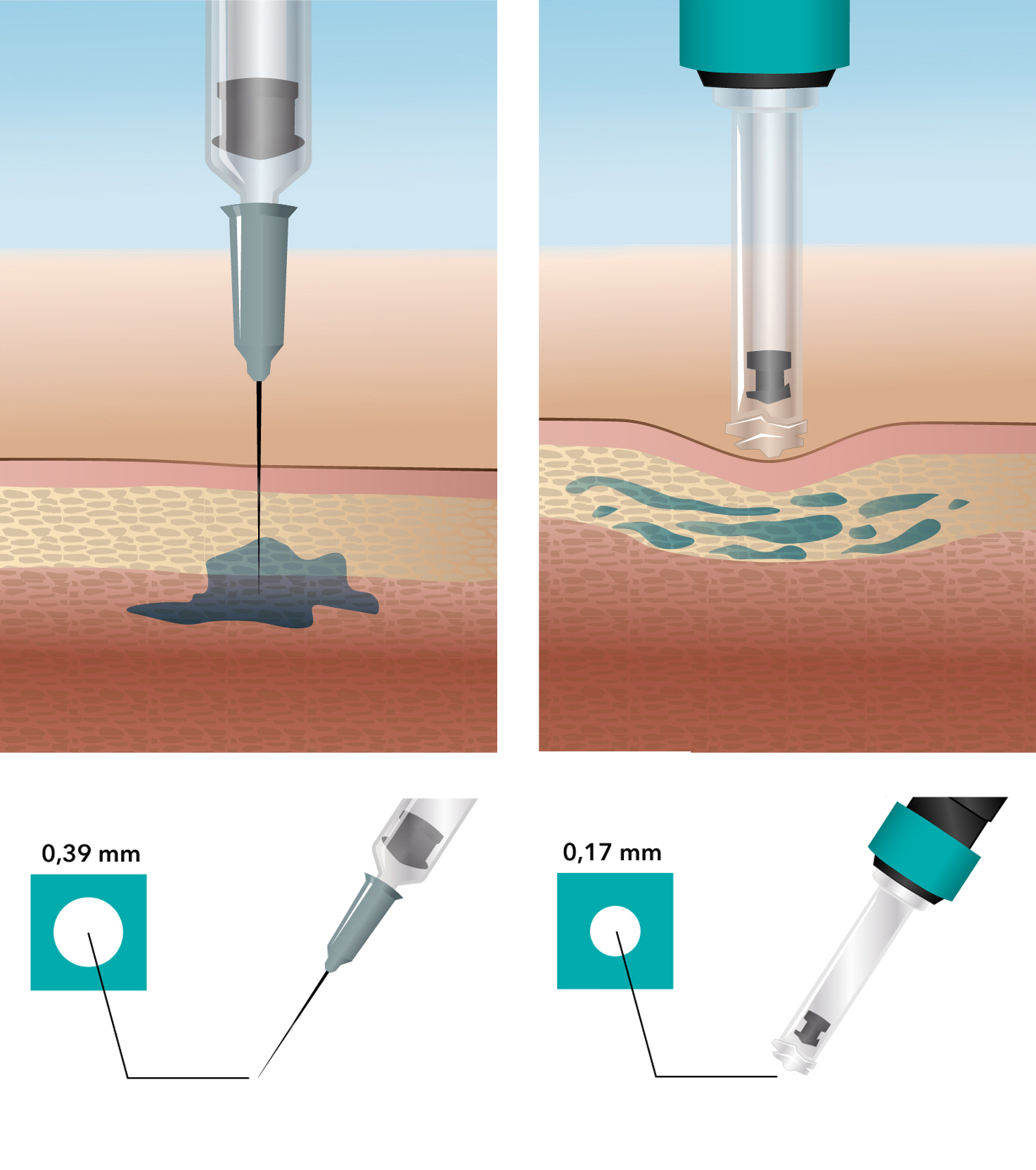
Intradermale Injektion

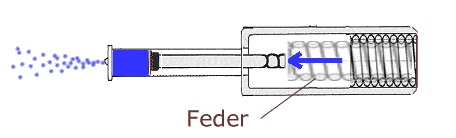
Funktionsweise

Bei einer nadelfreien Injektion („Spritze ohne Nadel“, engl. jet injection) wird ein Medikament bzw. ein Stoff mittels einer Impfpistole durch hohen Druck direkt, ohne Verwendung einer Kanüle in den Körper von Mensch oder Tier injiziert.
Die Systeme sind nicht für die Abnahme von Flüssigkeiten, z. B. Blut, geeignet. Die Anwendung erfolgt subkutan und intradermal, jedoch nicht tief im Gewebe und nicht intravenös.

## Anwendungsgebiete
Möglich ist sowohl die Verabreichung von flüssigen als auch pulverförmigen Substanzen, die feder- oder gasgetrieben appliziert werden. Neben verschiedenen Anwendungsmöglichkeiten (Diabetiker, Lokalanästhesie, Thromboseprophylaxe) wird vor allem Potenzial bei Massenimpfungen, etwa im Rahmen einer Pandemie, gesehen. Die Genkanone ist ein Gerät zur nadelfreien Injektion.
Im Bereich der Schweineimpfung sind nadellose Impfsysteme seit 2016 auf dem Markt. Die Injektionsvolumina von ca. 0,2 ml werden per Hochdruck intradermal appliziert. Geimpft wird damit beispielsweise gegen das porcine Circovirus, suides Herpesvirus 1 und Mycoplasma hyopneumoniae. Der Einsatz von Impfpistolen beim Menschen hat einen wichtigen Beitrag zur weltweiten Ausrottung der Pocken geleistet.

### Vorteile
Von den Herstellern werden eine weitgehende Schmerzfreiheit und eine genauere Dosierung als Vorteile proklamiert. Nadelstichverletzungen sind grundsätzlich ausgeschlossen. Daher können nadelfreie Einwegsysteme auch für den persönlichen Notfalleinsatz konzipiert werden.

### Nachteile
Die Geräte sind weniger geeignet für größere Stoffmengen oberhalb 0,5 ml. Der technische Aufwand und der Preis der Systeme sind höher als bei Spritzen mit Nadel.